# الاحتجاجات الألبانية 2011
الاحتجاجات الألبانية عام 2011 (تُعرف أيضا باسم أحداث 21 كانون الثاني/يناير) هي سلسلة من الاحتجاجات المناهضة للحكومة في جميع أنحاء ألبانيا بعد 18 شهرا من الصراع السياسي بسبب مزاعم تزوير الانتخابات من قبل المعارضة. بدأت الاحتجاجات عندما سُرب فيديو ظهر فيه نائب رئيس الوزراء وهو يقوم ترتيب صفقة يشوبها الفساد مع وزير الاقتصاد. احتج مواطنو دولة ألبانيا على الفيديو مما أسفر عن استقالة نائب رئيس الوزراء، لكن الأمر لم يقف عند هذا الحد وذلك بعدما نظمت الأحزاب المعارضة في البرلمان خاصة الحزب الاشتراكي احتجاجات جديدة وضخمة إلى حد ما.
سُميت هذه الاحتجاجات أيضا باسم أحداث 21 كانون الثاني/يناير، وكان المحتجون يُطالبون الحكومة بالاستقالة على خلفية مزاعم الفساد كما طالبوها بالتنحي دائما وأبدا بسبب انتشار البطالة والفقر في البلاد.
في 21 كانون الثاني/يناير؛ تم تنظيم احتجاج كبير في مدينة تيرانا أدى إلى مقتل ثلاثة متظاهرين من قبل الحرس الجمهوري وذلك أثناء التجمع أمام مكتب رئيس الوزراء صالح بريشا، كما تُوفي شخص رابع بعد عدة أيام في مستشفى في أنقرة بتركيا مما تسبب في غضب المعارضين والمحتجين.

## الخلفية
|                                                                |  |  |
| الشرطة الألبانية خلال احتجاجات 21 يناير/كانون الثاني في تيرانا |  |  |

تُعد إيدي راما جزءا من السياسة الألبانية منذ عام 1998، أما باسكال ميلو فهو مشارك في سياسة الدولة منذ عام 1991، في حين يتولى
صالح بريشا مناصب مهمة ورفيعة المستوى في الدولة منذ عام 1990، وكان إسكندر جنيشي قد قد سيطر على منصبه في البرلمان الألباني لمدة 24 سنة تقريبا.

### مزاعم تزوير الانتخابات
يدعي الحزب الاشتراكي أحد أكبر أحزاب المعارضة في البلاد أن الانتخابات البرلمانية التي أُجريت في حزيران/يونيو 2009 لم تكن لا حرة ولا نزيهة، كما يدَّعي نفس الحزب أن زعيم الحزب الديمقراطي صالح بريشا لم يستطع تشكيل الحكومة من خلال الحصول على شركاء والقيام بتحالافات وهذا ما دفع به إلى تأسيس تحالفات أخرى مع جهات مشبوهة. شكل هذا الحدث نقطة بداية الاحتجاجات التي نظمها الحزب المعارض الاشتراكي والتي امتدت على مدى 18 شهرا. في الوقت نفسه كان بيريشا مصر على فكرته وكان يُؤجل في كل مرة افتتاح صناديق الاقتراع من أجل إعادة فرز الأصوات، إلى أن تم إحراقها جميعها من اللجنة الانتخابية.
في خطوة مهمة لحل هذا النزاع طالب الائتلاف الحاكم بخلق لجنة تحقيق برلمانية لدراسة الانتخابات والتحقيق فيما حصل من خروقات إلا أن هذا المقترح لم ينل إعجاب الحزب الاشتراكي الذي واصل اعتراضه على هذه الخطوة. نظمت المعارضة سلسلة إضراب عن الطعام استمرت لمدة 21 يوما حيث فيها المحتجون كل يوم يجوبون الشارع الرئيسي في تيرانا ويُؤكدون على رفضهم بقاء هذه الحكومة، ومع ذلك فلم يحظى هذا الإضراب بشهرة كبيرة ولا باحترام من قِبل الحكومة نفسها وذلك بعدما أظهرت صور عدة المتظاهرين وهم يتناولون الطعام ثم يدعون الإضرابفي بداية كانون الثانييناير كانت صناديق اقتراع انتخابات حزيران/يونيو 2009 قد أحرقت في حين تم إتلاف غيرها من المواد الانتخابية مما يجعل إجراء تحقيق ومحاسبة المسؤولين أمرا مستحيلا.

### مطالبات المعارضة
في 11 كانون الثاني/يناير حاول إلير ميتا (بالرغم من أن الاحتجاجات استهدفته بالمقام الأول) الضغط على أحد وزراء الحكومة للتراجع عن عدد من الصفقات التي تم عقدها بشكل غير رسمي. وقد تمكن ميتا من دفع الوزير إلى إلغاء اتفاق بين مقاول والوزارة ثم عقدا صفقة جديدة بشروط جديدة مع شخص يضمن المصالح الاقتصادية للبلد. وعلاوة على ذلك أجبرت المعارضة وزير التوظيف على طرد اثنين من الحاصلين على وظائف حكومية كما أجبرته على الانسحاب من صفقة تتعلق بالطاقة المائية لتوليد الكهرباء. وانتشرت معلومات عديدة حول مطالبات المعارضة كما تسربت عدة معلومات أخرى من بينها مثلا أن ربح وزير الاقتصاد بلغ حوالي 700,000 يورو في صفقة واحدة وهذا ما زاد من غضب المتظاهرين. وكان مكتب التحقيقات الفيدرالي الأمريكي قد فحص أجهزة الكمبيوتر المحمولة التابعة لعدد من الوزراء فوجد معاملات رشاوى وغيرها من المعاملات التجارية الممنوعة حسب القانون.
لم يتم البث في قضايا الفساد المزعوم للحكومة في ألبانيا، وكان ميتا قد رفض في البداية الفيديو المسرب له وقال أن الفيديو مكذوب وغير واضح أصلا،  ومع ذلك فقد استقال من البرلمان بعد ثلاثة أيام وبالتالي فقد ما يُعرف بالحصانة البرلمانية. قال في وقت لاحق أنه كان على استعداد للتعاون مع مكتب النائب العام في التحقيق. في 12 شباط/فبراير تمت إزالة حصانته بشكل دائم.

## التسلسل الزمني

### 21 كانون الثاني/يناير
وفقا للشرطة ووسائل الإعلام المحلية والدولية فإن ما يقدر بنحو 20.000 شخص حضر المظاهرة المناهضة للحكومة في تيرانا،  لكن المعارضة ادعت أن هناك حوالي 200.000 من المتظاهرين. ما زاد من شهرة هذه الاحتجاجات هو العدد الكبير من أفراد الشرطة الذين حاولوا ضبط الأمن وفي ظل استمرار الاستفزازات وتزايد التوترات السياسية خلال الأسبوع السابق للمظاهرة اشتد الصراع بين الطرفان.
بدأت الاحتجاجات من خلال هتافات مناهضة للحكومة تلتها اشتباكات نظمها حوالي 600 من المتظاهرين الذين ألقوا الحجر والمفرقات النارية والزجاجات الحارقة باتجاه شرطة مكافحة الشغب،  أما الشرطة فقد ردت باستخدام الغاز المسيل للدموع والهراوات.
استمرت الاشتباكات لمدة ساعتين ثم بدأت قوات الشرطة والحرس الجمهوري في إطلاق الرصاص في الهواء في محاولة لدرء وتخويف المتظاهرين. في المقابل أشعل المحتجون النار في بعض المناطق وقد ارتفعت شدة الاحتجاجات بعدما قُتل ثلاثة متظاهرين في الساحة وإصابة آخر مات بعد أسبوع من الغيبوبة. في وقت لاحق هرب المتظاهرون من الساحة الرئيسية وواصلت الشرطة اعتقال العشرات كما أغارت شرطة مكافحة الشغب على مجموعة من المنازال واقتحمت ساكنيها، وكانت أحزاب المعارضة الممثلة في البرلمان قد اعتبرت إطلاق النار "أمر متطرف وغير مبرر."
أنكر بيريشا أن الشرطة أطلقت النار على المتظاهرين، لكنه وفي المقابل أكد على أن الحرس الجمهوري ارتكب مجموعة من الأخطاء من بينها إطلاق الرصاص في السماء، ومع ذلك فإن الدستور الألباني وقانون العقوبات يسمح للحرس الجمهوري بإطلاق النار وإصابات الأفراد _إصابات غير قاتلة_ حال محاولتهم اقتحام أي مؤسسة حكومية.
قال الحزب الاشتراكي الألباني إن الأسباب التي تسببت في تصعيد هذا الاحتجاج السلمي في تيرانا مختلفة جدا عن تلك التي تسببت في إشعال فيتل الثورة التونسية. أما زعيم المعارضة إيدي فقد راما فقد قال: «احتج الناس لمستقبل أفضل في ألبانيا ... فقدوا حياتهم من أجل ألبانيا ... نحن مضطرون للعيش مع أننا سوف تتغير بالتأكيد.»

### 28 كانون الثاني/يناير
عُقدت مظاهرات غير عنيفة جديدة بتاريخ 28 كانون الثاني/يناير وذلك لتكريم الضحايا الثلاث الذين قُتلوا في 21 كانون الثاني/يناير في الشارع نفسه. وقد غلب على المظاهرات الطابع السلمي هذه المرة حيث المحتجون بوضع الزهور وإضاءة الشموع في الشارع كتذكار للضحايا. على الرغم من ذلك، طالبت واستمرت في المطالبة مختلف المؤسسات الدولية والحزب الحاكم من أجل إلغاء المظاهرة بسبب خطر تكرار العنف، وقد قُدر الحضور في المرة الثانية بعشرات الآلاف.

### 4 شباط/فبراير
بالتزامن مع كل هذا، نظمت المعارضة مظاهرات متزامنة في أربع مدن؛ وهي تيرانا، فلوره، كورتشي وليزا على الرغم من أن الحكومة حذرت من أي استفزازات أو عنف، وقد تجنب المتظاهرون في هذه المرة السير أمام مكتب رئيس الوزراء حيث جرت عمليات القتل في 21 كانون الثاني/يناير لتجنب إمكانية تكرار العنف. ادعت الشرطة مجددا أن 3000 شخص سار في تيرانا، 3500 في فلوره، 2000 في كورتشي ثم 600 فقط في ليزا. ومع ذلك فإن الحزب الاشتراكي ادعى أن 40.000 شخص شارك في المسيرة في تيرانا، و30.000 في فلوره ثم 20.000 في كورتشي و10.000 في ليزا. وكانت المعارضة قد تعهدت بمواصلة المظاهرات الأسبوعية في مختلف مدن ألبانيا.

## ردود الفعل

### المحلية
ادعى الحزب الديمقراطي ادعى أن المعارضة هي المتسببة في كل هذا وهي ورادء دعوة كل المتظاهرين إلى الاحتجاج وإلى العنف بدل الحوار السلمي.

### الدولية
دعت السفارات الكبرى في تيرانا إلى السلام والهدوء دون التعليق على تصرفات الحكومة خلال الاحتجاجات يوم 21 كانون الثاني/يناير. وعلاوة على ذلك، كان هناك ردود فعل هامشية فقط على الهجوم المستمر على المؤسسات المستقلة من قبل السلطة التنفيذية. وكان السلك الدبلوماسي قد دعا المعارضة إلى إلغاء الاحتجاجات من أجل الحفاظ على الوضع الراهن وتجنب أي إمكانية اشتباكات عنيفة.

### المنظمات غير الحكومية
- هيومن رايتس ووتش: يجب إجراء تحقيق جنائي حول حادث إطلاق النار من قبل الحرس الجمهوري على المتظاهرين المناهضين للحكومة.[21]